# Clausola (logica)
In logica, una clausola è una disgiunzione logica fra letterali.  In genere una clausola è scritta come segue:
{\displaystyle l_{1}\vee \cdots \vee l_{n}}
dove i simboli {\displaystyle l_{i}} sono letterali.
In alcuni casi, le clausole sono scritte (o definite) secondo la notazione insiemistica, ossia nel modo seguente:
{\displaystyle \{l_{1},\ldots ,l_{n}\}}
Il fatto che l'insieme debba essere interpretato come disgiunzione dei suoi elementi si deduce dal contesto o è adeguatamente esplicitato.
Una clausola può essere vuota; in tal caso è un insieme vuoto di letterali. La clausola vuota è denotata mediante vari simboli, come {\displaystyle \emptyset }, {\displaystyle \bot }, o {\displaystyle \Box }. La valutazione booleana di una clausola vuota è sempre "falso" ({\displaystyle \bot }).
Un particolare tipo di clausola è la clausola di Horn, in cui al più un letterale è positivo. Una clausola contenente esattamente un letterale positivo si dice clausola definita.